# علاء مسرحي
علاء مسرحي مواليد 3 سبتمبر 1990 في ، السعودية، هو لاعب كرة قدم سعودي.

## مسيرة اللاعب
لعب سابقاً في نادي الاتفاق في الفئات السنية و الأندية التعاون والنهضة و الدرعية و القيصومة و المجزل و الرياض و الروضة و مضر و البطين.